# Francisca Aguirre
Francisca Aguirre Benito (Alicante, 27 de octubre de 1930-Madrid, 13 de abril de 2019), también conocida como Paca Aguirre, fue una escritora española, nombrada Hija Predilecta de Alicante en 2012 y Premio Nacional de las Letras Españolas en 2018.

## Biografía
Francisca Aguirre Benito nació en el seno de una familia de artistas. Se formó de manera autodidacta, aprendiendo de sus padres en la infancia y leyendo incansablemente en su adolescencia. Al finalizar la Guerra Civil, se exilió con su familia a Francia, pero regresaron a partir de la ocupación alemana en 1940. Su padre, el pintor y policía Lorenzo Aguirre, fue detenido, condenado a muerte por la dictadura franquista y ejecutado a garrote vil en 1942. Con quince años empezó a trabajar de telefonista. En esa época, se refugió más que nunca en la lectura, intentando alejarse de la dura realidad que la rodeaba.
En los años 50 comenzó a frecuentar las tertulias del Ateneo de Madrid y el Café Gijón, donde se relacionó con escritores y poetas como Luis Rosales, Gerardo Diego, Miguel Delibes, Antonio Buero Vallejo... En aquel ambiente literario conoció al poeta Félix Grande con quien se casó en 1963. Según cuenta, su casa era conocida como la "embajada de Argentina y Perú" debido a las visitas de intelectuales que recibían. Vivió la militancia política y el mayo del 68. Su hija fue la poeta Guadalupe Grande, heredera de su pasión por la escritura y la literatura.
A partir de 1971, trabajó en el Instituto de Cultura Hispánica, ejerciendo de secretaria de Luis Rosales, hasta su jubilación en 1994.
Falleció en Madrid el 13 de abril de 2019.

## Trayectoria
Francisca Aguirre empezó a escribir en la adolescencia. Con veinte años ya leía a Pablo Neruda, Miguel Hernández y Vicente Aleixandre. Leyó también algunos poemas de Antonio Machado, Blas de Otero y José Hierro. Cuando llegó a sus manos una traducción del poema de Constantino Kavafis, "Esperando a los bárbaros", fue para ella una revolución. Según manifestó acerca de ese momento, "Quemé las cinco carpetas que tenía con mis anteriores trabajos y empecé con Ítaca". Tardó seis años en finalizar lo que sería su ópera prima, que se publicó en 1972 y por el que recibió el premio de poesía Leopoldo Panero el año anterior. En este poemario dio voz a las mujeres de la posguerra y a las personas silenciadas. El origen de esta obra nació ante la necesidad de contar la "odisea de Penélope", narrando así, en contraste con las vivencias de Ulises, la historia cotidiana de las mujeres como "aventureras del infortunio" que siempre han faltado en la Odisea.
En 1976 publicó el poemario Trescientos escalones, dedicado a su padre y por el que le concedieron el Premio Ciudad de Irún ese mismo año. Dos años después publicó La otra música, completando esta primera etapa de su obra.
Pasaron diecisiete años hasta que volvió a publicar dos libros en prosa, en 1995ː Que planche Rosa Luxemburgo, de narraciones breves y las memorias Espejito, espejito. Posteriormente, Ensayo general (1996) y Pavana del desasosiego (1999) fueron los poemarios que publicó. Finalmente, en el año 2000, publicó Ensayo general. Poesía completa, 1966-2000, donde se recoge toda su obra poética hasta esa fecha. En 2019 se publicó su antología por la editorial Olé Libros de la mano de su hija Guadalupe Grande.
Seis años después, volvió a publicar varios libros de poesíaː La herida absurda (2006) y Nanas para dormir desperdicios (2007). En 2010 obtuvo el Premio Miguel Hernández con su poemario Historia de una anatomía, obra con la que ganó en 2011 el Premio Nacional de Poesía. Ese año publicó Los maestros cantores y en 2012 Conversaciones con mi animal de compañía.
En enero de 2018, la editorial Calambur publicó su obra completa bajo el título Ensayo general. En noviembre de ese mismo año 2018 recibió el Premio Nacional de las Letras. En opinión de su hija Guadalupe Grande, y de ella misma, este premio serviría para reivindicar la herencia de todas esas voces femeninas que fueron quedando de lado. A veces, por doble motivo: por ser mujeres y por estar exiliadas.
El 25 de abril de 2018, en el Teatro Español de Madrid, se estrenó Encendidas, un espectáculo sobre textos de Francisca Aguirre. Un homenaje de su amiga y actriz, Lola López, que firmó la dirección y dramaturgia. Lo volvió a representar del 12 al 14 de abril de 2024, en el Teatro Fernán Gómez. Centro Cultural de la Villa de Madrid. Guadalupe fue creadora de los telones y carteles; la música en directo fue del maestro José María Gallardo del Rey y la voz de Paco del Pozo.
Su poesía ha sido traducida al inglés, francés, italiano, portugués y valenciano.

## Su singularidad en el esquema generacional
Por su fecha de nacimiento, Francisca Aguirre pertenecería a la llamada generación del 50 (la de Jaime Gil de Biedma, Gloria Fuertes, Francisco Brines o Claudio Rodríguez, entre otros muchos), pero su tardía incorpración al mundo de las publicaciones (su primer poemario no aparece hasta 1972) supuso que su nombre se viera apartado de las antologías de su generación cronológica y que sólo desde hace poco su reconocimiento como poeta haya crecido significativamente.
Por otra parte, la producción de la autora se mantuvo al margen de corrientes y promociones literarias, sin embargo respondía a la evolución de su pensamiento y de su voz poética.
Como la misma autora decía, “considero que pertenezco a esa Generación del 98 paciente, sin prisas, que como explicaba Antonio Machado, pensaba que el arte es largo y además no importa, porque lo único importante es la vida”.

## Premios y distinciones
- Premio Leopoldo Panero, 1971
- Premio Ciudad de Irún, 1976
- Premio Galiana, 1994
- Premio Esquío, 1995
- Premio María Isabel Fernández Simal, 1998
- Premio de la Crítica Valenciana al conjunto de su obra, 2001
- Premio Alfons el Magnànim, 2007
- Premio de poesía "Real Sitio y Villa de Aranjuez" 2009[15]
- Premio Internacional Miguel Hernández, 2010
- Premio Nacional de Poesía, 2011.[16][17]
- Hija predilecta de Alicante en 2012.[11]
- Premio Nacional de las Letras Españolas, 2018.[18]

## Poética
Como la propia poeta declaró, “la poesía es una herramienta del conocimiento y sirve para sacar lo que llevamos dentro”.

En este sentido, a nivel temático, la poesía de Francisca Aguirre se mueve por un lado como testigo del mundo en el que vive: 
“Si el artista no acepta un principio de realidad está perdido. Para modificarla es necesario que previamente la aceptemos. A lo largo de todos mis libros yo he intentado eso: dar noticia de mi historia”.
Por otro lado, la reflexión, de un marcado carácter existencial, se une umbilicalmente a su mirada externa para conformar un universo propio, proteico, dual y a la vez concentrado en un núcleo en el que la poesía es el rastro de la vida, lo perenne.

## Poemarios
- Ítaca (Premio “Leopoldo Panero” 1971), Cultura Hispánica, Madrid, 1972.
- Los trescientos escalones (Premio “Ciudad de Irún” 1976), Caja de Ahorros Provincial de Guipúzcoa, San Sebastián, 1977.
- La otra música Ediciones Cultura Hispánica, Madrid, 1978.
- Ensayo General (Premio “Esquío” 1995), Sociedad de Cultura Valle-Inclán, Ferrol, 1996.
- Pavana del desasosiego (Premio “María Isabel Fernández Simal” 1998), Ediciones Torremozas, Madrid, 1999.
- Ensayo General. Poesía completa 1966-2000, Calambur, Madrid, 2000.
- Memoria arrodillada. Antología, Institució Alfons el Magnànim, Valencia, 2002.
- La herida absurda, Bartleby Editores, Madrid, 2006.
- Nanas para dormir desperdicios (Premio Alfons el Magnànim), Hiperión, Madrid, 2008.
- Historia de una anatomía (Premio Internacional Miguel Hernández-Comunidad Valenciana, Premio Nacional de Poesía, 2011), Hiperión, Madrid, 2010.
- Los maestros cantores, Calambur Editorial, 2011.[20]
- Conversaciones con mi animal de compañía, Ed. Rilke, Madrid, 2012.
- Ensayo general. Poesía reunida 1966-2017, Calambur Editorial, Madrid, 2018.
- Prenda de abrigo. Antología poética. Olé Libros, Valencia, 2019.[21]

## Prosa
- Espejito, espejito, libro de recuerdos, Universidad Popular José Hierro, San Sebastián de los Reyes, Madrid, 1995.
- Que planche Rosa Luxemburgo, relatos, (Premio “Galiana”, 1994), Germania, Alcira, provincia de Valencia, 2002.